# 文語体
文語体（ぶんごたい、旧字体：文󠄁語體）は、文語を用いて書かれた日本語の文章形式のこと。

## 概要
第二次世界大戦前までは特に公文書などで標準的に使われていた。現代の日本語における文語は、明治時代からの言文一致運動と、第二次世界大戦後の国語改革の影響により、話し言葉に比較的に近いものになっている。現在の日本語で一般的な文体は（書き言葉であっても）口語体とよばれる。

## 歴史
文語体は平安時代の京の貴族階級の口語（中古日本語）をもとに、以後の言葉の影響も受けながら形成され、口語体とは異なる語彙や文法を持つ。
明治期の言文一致運動により、漢文体、和文体、和漢混清体、漢文訓読体、雅俗折衷体、欧文直訳体、和漢洋調和体、普通文など、さまざまな文体が使われ、美文調や高雅体といった新たな文語体が現れた。
明治末、文部省が口語体を主とするよう指導を行う。山本夏彦によると、「大正9年（1920年）に三省堂の中学国語教科書がすべて現代文になり、これをきっかけに文語は急速に姿を消していった」という。小学校の国定教科書『国史』は昭和2年（1927年）まで全文文語であったが、昭和10年（1935年）には全文口語に変更された。
昭和20年（1945年）まで陸海軍では文語と候文が残っていたほか、芸術分野では美文調などによって継承された。佐藤剛は永六輔らが口語文で作詞を始めたことを日本の土着文化の復興とする一方、山本夏彦は、口語体により暗唱しにくくなったことで、詩の人気も凋落したと指摘している。

## 特徴
原則として歴史的仮名遣によって表記され、口語とは異なる独特の趣きをもつことから、今日でも俳句や短歌にしばしば使われる。
口語と異なるため初学者にとって難しいが、逆にその相違が自然に書き手を注意深くさせるのを文語の長所ととらえる見方もある（異化）。そのため、例えば井上靖『蒼き狼』、マーガレット・ミッチェル『風と共に去りぬ』、アーネスト・ヘミングウェイ『誰がために鐘は鳴る』などのように、文学作品などのタイトルに使われることも多い。散文を文語体で書くことは稀となったが、文語調の言い回しを混用した口語文は、今日でもしばしば見受けられる。

## 種類
日本語の広い意味での文語体には以下のような文体がある。 
漢文
本来は中国語を表記したもの。古来、文字を持たなかった日本で最初に漢字を導入した際においては、日本語を文章に書くという概念が存在せず、漢字とともに漢文がそのまま導入された。後に訓読とよばれる方法によって日本語として読むようになった。また、日本語を漢文風に漢字だけで書いた「変体漢文体」も使われた。
漢文訓読体（漢文直訳体）
漢文を訓読により仮名交じりで書き下したもの、または初めからこの形で書いた文体。和文体よりも単純・定型的。公文書や詩などに用いた。奈良時代からのものであるが、19世紀においても一般的な論説はこの文体で書かれた。第二次世界大戦前に制定された法律の文体もこれに近い。

宣命体
主に奈良時代に日本語の宣命（詔）を漢字で書き表したもの。助詞や語尾など（後の送り仮名に相当する部分）は 万葉仮名により小さい漢字で書いた。万葉仮名を仮名に置き換えれば、後の漢字・仮名交じり文に近い。その後は祝詞に宣命書きとして用いられ、神道において現代も使われる。
和文体
平安時代中期の口語に基づく文体。当時の清少納言や紫式部の作品が代表的。中世以降書記言語として用いたものを特に擬古文と呼び、賀茂真淵、村田春海、加藤千蔭、本居宣長、石川雅望、藤井高尚、清水浜臣など江戸時代の国学者が著したものが代表的である。現在でも古文教育で主に取り上げられ、短歌・俳句などでよく使われる。詳しくは中古日本語を参照。
和漢混交体
漢文訓読体と和文体を交えた文体。漢文が漢語、和文が大和言葉のみを用いるのに対し、漢語と大和言葉が併用されている。宣命体にはじまる漢字・仮名交じり文の完成形。『平家物語』などの軍記物が代表的。
候文
文末に丁寧の助動詞「候（さうらふ）」を使う文体で、鎌倉時代以降用いられた。江戸時代には、公文書や商用文書などの他、私文書でも用いられ、社会活動上で書面を用いる場合の標準文体であった。口語文における「です・ます体」のようなものとも考えられ、書簡を中心に明治・大正・昭和初期まで使われた。
普通文
明治30年代から昭和前期まで、公式文書等に長らく使われた文体。漢文訓読体を基に和文に近づけたことで派生した。